# Al-Qasim al-Ma'mun
Al-Qasim al-Ma'mun ibn Hammud (arabsky: القاسم المأمون بن حمّود ) (zemřel roku  1036) byl v pořadí 7. chalífou působícím v Córdobě ve Španělsku. 
Pocházel z kmene Banu Chazraj. Vládl v letech 1018 až 1021, a pak krátce v roce 1023. Byl bratrem sesazeného 6. chalífy Alí bin Hamúda an-Násira. Zpočátku se mu dařilo vyjednávat s berberskými vůdci, nicméně roku 1023 došlo k povstání obyvatel Córdoby a Al-Qasim al-Ma'mun byl nucen z města utéct. Nakonec byl uvězněn Jahjou al-Mutalím, který ho nechal po 13 letech popravit.  Jeho vláda byla popsána v  knize A'mal al-a'lam.